# Paulingsche Verknüpfungsregeln
Die Paulingschen Verknüpfungsregeln sind fünf Regeln zur Bestimmung der Kristallstruktur von ionisch aufgebauten Kristallen (Ionenkristallen). Sie wurden 1929 von Linus Pauling veröffentlicht und stellen eine der Grundlagen der Kristallchemie dar.

## Koordinationspolyeder
Ein Koordinationspolyeder aus Anionen wird um jedes Kation geformt. Der Kation-Anion-Abstand wird durch die Summe der Ionenradien bestimmt, die Koordinationszahl (kurz KZ) durch das Radienverhältnis (rK/rA).
Beispiele für Radienverhältnisse und zugehörige Koordinationspolyeder (die dichtesten Kugelpackungen haben eine Koordinationszahl von 12) sind:
| Radienverhältnis | KZ | Polyeder                                      | Beispiel (Anionenkomplex oder Kristallstruktur) |
| ---------------- | -- | --------------------------------------------- | ----------------------------------------------- |
| < 0,155          | 2  | lineare Koordination                          | (NO2)2−                                         |
| 0,155–0,225      | 3  | Dreieck                                       | (CO3)2−                                         |
| 0,225–0,414      | 4  | Tetraeder                                     | Zinksulfid (ZnS)                                |
| 0,414–0,732      | 6  | Oktaeder                                      | Natriumchlorid (NaCl)                           |
| 0,732–1,000      | 8  | Hexaeder                                      | Cäsiumchlorid (CsCl)                            |
| 1,000            | 12 | kubisch: Kuboktaeder; hexagonal: Disheptaeder | Kupfer (Cu) (kubisch)                           |

## Stabilität und elektrische Neutralität
Eine ionische Struktur ist stabil, wenn die Summe der Stärken der elektrostatischen Bindungen jedes Anions zu allen nächsten Kationen vom Betrag her gleich der Ladung dieses Anions sind.
Dies bedeutet, dass eine stabile ionische Struktur die lokale elektrische Neutralität erhält. Mathematisch ausgedrückt:
{\displaystyle |\xi |=|\sum _{i}s_{i}|}
wobei
- {\displaystyle \xi } die Ladung des Anions ist
- die Summe über die angrenzenden (nächsten) Kationen gebildet wird.

Für Kationen mit einem O2− Anion sind die Bindungsstärken beispielsweise:
| Kation | Radienverhältnis | KZ | Elektrostatische Bindungsstärke |
| ------ | ---------------- | -- | ------------------------------- |
| Li+    | 0,34             | 4  | 0,25                            |
| Mg2+   | 0,47             | 6  | 0,33                            |
| Sc3+   | 0,60             | 6  | 0,5                             |

## Stabilität und gemeinsame Flächen
Gemeinsame Kanten und insbesondere Flächen zweier Koordinationspolyeder verringern die Stabilität der Struktur. Je größer die Ladung der Kationen und je kleiner die Koordinationszahl, desto größer der Effekt.
Er rührt daher, dass die Kationen sich bei Flächenverknüpfung ihrer Koordinationspolyeder näher kommen als bei Kanten- oder Spitzenverknüpfung; die repulsive Wechselwirkung wird stärker. Der Effekt ist besonders ausgeprägt, wenn das Radienverhältnis nahe der unteren Schranke für die Polyederstabilität liegt.

## Teilen von Polyeder-Elementen
In einem Kristall mit verschiedenen Kationen streben diejenigen mit hoher Valenz (hoher Ladung) und niedriger Koordinationszahl danach, keine Polyederelemente zu teilen. Daher sind in Alumosilikaten die Si4+- und Al3+-Tetraeder meist über Ecken, aber nur selten über Kanten miteinander verbunden.

## Möglichst wenige verschiedene Konstituenten
Die Anzahl verschiedener Konstituenten (bzw. Bauelemente) eines Kristalls tendiert dazu, möglichst klein zu sein. Das heißt zum Beispiel, dass für chemisch ähnliche Atome/Ionen ähnliche Umgebungen gebildet werden.